# Канюк білохвостий
Каню́к білохво́стий (Geranoaetus albicaudatus) — вид хижих птахів родини яструбових.

## Поширення
Вид поширений у Центральній і Південній Америці від Техасу до центральної Аргентини. Мешкає у відкритих місцевостях. Уникає вологих тропічних лісів та холодних високогір'їв.

## Опис
Птах завдовжки 44—60 см, розмахом крил 118—143 см, вагою 880—1240 г. Верхня частина тіла темно-сіра, лише плечі іржаво-коричневі. Нижня частина біла з ледь помітними сірими мітками. Короткий хвіст білий з вузькою чорною смужкою біля кінця. Дзьоб чорний з основою коричневого кольору, а ноги жовті з чорними кігтями.

## Підвиди
- Geranoaetus albicaudatus hypospodius — від Техасу через Центральну Америку до Північної Колумбії та Західної Венесуели[3].
- Geranoaetus albicaudatus colonus Східна Колумбія до Суринаму на південь до гирла річки Амазонки.
- Geranoaetus albicaudatus albicaudatus — від Південної Амазонії до Центральної Аргентини.